# Chlorophorus annularis
Chlorophorus annularis es una especie de escarabajo longicornio del género Chlorophorus. Fue descrita científicamente por Fabricius en 1787.
Se distribuye por Molucas, Hawái, Java, Birmania, Assam, isla de Borneo, Chequia, Sumatra, Estados Unidos, Tailandia, Vietnam, Filipinas, Papúa Nueva Guinea, Micronesia, Sri Lanka, Nepal, Austria, Nueva Caledonia, Camboya, China, Taiwán, Francia, India y Japón. Mide 9-18 milímetros de longitud. El período de vuelo de esta especie ocurre en los meses de febrero, marzo, abril, mayo, junio, julio, agosto, septiembre, octubre y noviembre.
Parte de la dieta de Chlorophorus annularis se compone de plantas de las familias Dipterocarpaceae, Hamamelidaceae, Anacardiaceae, entre muchas otras.

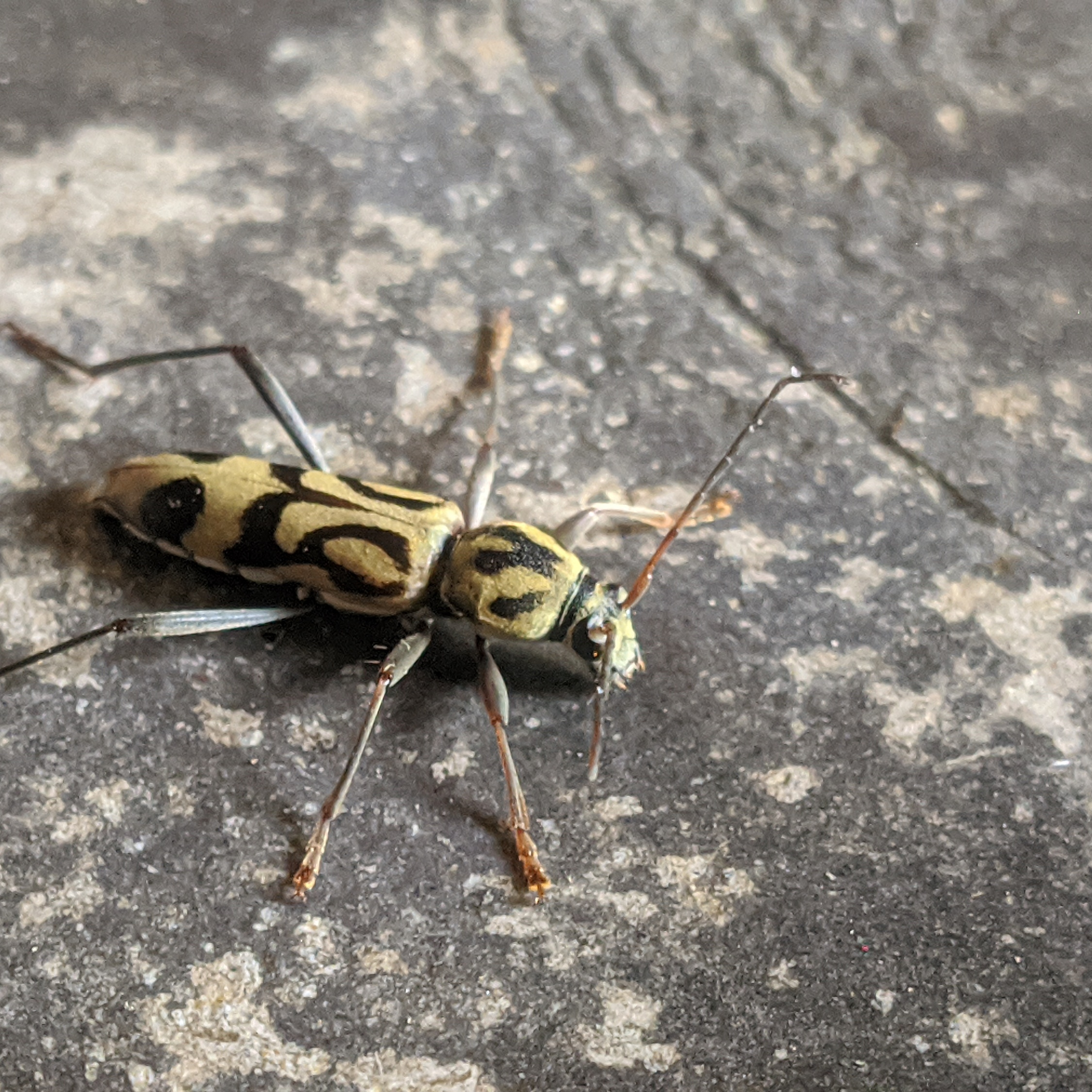
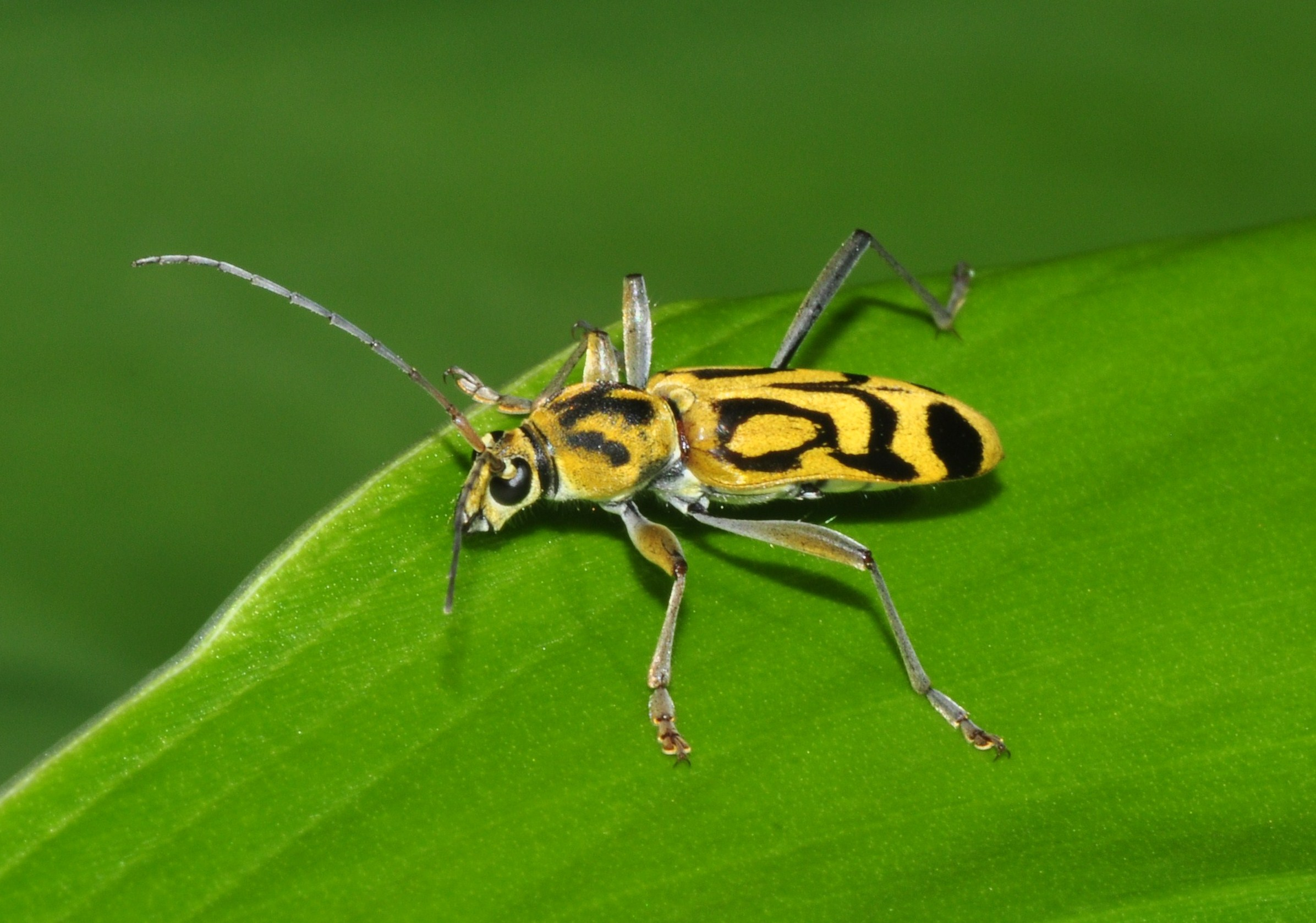